# Taka-Rajasti
Taka-Rajasti är en ö i Finland. Den ligger i sjön Pihlajavesi och i kommunen Sulkava i den ekonomiska regionen  Nyslotts ekonomiska region  och landskapet Södra Savolax, i den sydöstra delen av landet, 260 km nordost om huvudstaden Helsingfors. Öns area är 83,4 hektar och dess största längd är 1,8 kilometer i nord-sydlig riktning.